# Union City (Oklahoma)
Union City es un pueblo ubicado en el condado de Canadian, Oklahoma, Estados Unidos. Tiene una población estimada, a mediados de 2022, de 1936 habitantes.

## Geografía
La localidad está ubicada en las coordenadas 35°23′58″N 97°54′24″O / 35.39944, -97.90667 (35.399523, -97.906705).

## Demografía
Según el censo de 2000, los ingresos medios de los hogares de la localidad eran de $40,819 y los ingresos medios de las familias eran de $47,417. Los hombres tenían ingresos medios por $33,646 frente a los $22,039 que percibían las mujeres. Los ingresos per cápita para la localidad eran de $17,020. Alrededor del 8.3% de la población estaba por debajo del umbral de pobreza.
De acuerdo con la estimación 2017-2021 de la Oficina del Censo, los ingresos medios de los hogares de la localidad son de $65,781 y los ingresos medios de las familias son de $86,250. Alrededor del 8.8% de la población está por debajo del umbral de pobreza.